# Другий зимовий похід
Дру́гий зимо́вий похі́д, Листопадовий рейд — військова операція Армії УНР проти РСФРР у жовтні-листопаді 1921 року. Загальне командування Повстанською Армією здійснював Юрій Тютюнник, начальником штабу був полковник Юрій Отмарштейн.

## Завдання
У жовтні 1921 командуванням Армії УНР та Повстанчою Командою було розроблено план, який передбачав надання воєнної допомоги партизанському рухові в Україні. Активні дії повстанських загонів повинні були перешкодити вивезенню продовольства з України в Росію і тим самим врятувати населення від голоду (якраз на зиму 1921—1922 рр. прийшовся перший голодомор, спровокований більшовицькою політикою «воєнного комунізму»: фактичного пограбування села так званою «продрозкладкою»). Стратегічним завданням операції було підняття всенародного повстання і повалення більшовицького режиму в Україні. Ця акція ввійшла в історію під назвою Другий зимовий похід Армії УНР або Листопадовий рейд.

## Передумови походу
У жовтні 1920 року поляки порушили умови польсько-української військової конвенції від 24 квітня 1920 року і пішли на замирення з більшовиками. Українська Армія ще більше місяця продовжувала війну з Радянською Росією, але під тиском ворога 21 листопада 1920 року була змушена відступити на терени окуповані Польщею, і там скласти зброю. 18 березня 1921 року між Польщею з одного боку та РСФСР і УСРР з іншого боку було укладено Ризький договір.
Наприкінці 1920 — на початку 1921 рр. територію України окуповувала Червона армія Радянської Росії чисельністю до 1 млн 200 тис. чоловік. Тут дислокувалося 35 дивізій, 10 бригад, технічні та спеціальні частини, які були зведені у п'ять армій (4-у, 6-у, 12-у, 14-у, 1-у кінну).
У січні 1921 року при Головній Команді військ УНР засновано Партизансько-Повстанський Штаб, завданням якого було підготувати загальне повстання в Україні проти окупаційного московсько-більшовицького режиму. Справу підготовки до походу в Україну Симон Петлюра доручив відомому військовому діячеві генерал-хорунжому Юрку Тютюннику. Підготовка рейду в Україну здійснювалась в координації з ІІ Відділом Генерального штабу Польського Війська. Зокрема на нарадах з поляками інтереси С. Петлюри представляв полковник Олександр Данильчук. Поляки, зокрема: а) погодилися на організацію Головного Повстанського штабу у Львові; б) зобов'язалися постачати необхідні засоби для штабу та його станиць, через які переходитимуть посланці в Україну; в) дозволяли використовувати інтернованих старшин та козаків як посланців в Україну; г) обіцяли видавати документи на безкоштовний переїзд залізницею для службовців Штабу. Одночасно поляки погодились випустити 2000 інтернованих старшин і козаків, які на добровільній основі погодяться повернутися в Україну для продовження боротьби з більшовиками.
7 жовтня 1921 року більшовики домоглися від поляків видалення з території Польщі представників «Російського Евакуаційного Комітету» на чолі з Б. Савінковим. Відтак було перекреслено російсько-білоруський рейд, який мав стягнути на себе увагу частин Червоної Армії, розташованих у Білорусі, і тим самим забезпечити з півночі український рейд.

### Організація Повстанчого Штабу
У квітні 1921 року Партизансько-Повстанчий штаб на чолі з генералом Тютюнником виїхав із Тарнова до Львова з дорученням — розробити там план організації повстанської армії. Штаб розміщувався у Підзамчі, в будинку Другого відділу Команди Корпусної округи (у скороченні DOK/II-Lwow). У народі будинок називався «на Кісєльках». Була це Львівська Експозитура ІІ Відділу Генерального штабу Польського Війська (тобто розвідка). Шеф Львівської Експозитури ІІ Відділу ГШ ПВ просив свого зверхника, шефа ІІ Відділу Генерального штабу ПВ у Варшаві, підполковника Ігнація Матушевського, щоб українському Повстанчому штабові дати якнайбільшу допомогу, бойовий виряд, обмундирування та харчі.
У другій половині жовтня 1921 року з таборів інтернованих осіб у Каліші, Вадовицях та з Александрова-Куявського перевезено у Волинські ліси понад 1200 вояків. Їх розміщено у лісах на північ від міста Рівного. Незабаром приїхала бриґада добровольців з колишньої 6-ї дивізії Армії УНР під командою Р. Сушка, а вслід за тим і численний штаб генерала Юрка Тютюнника. Почалася організація Повстанчої Армії, зокрема її головної частини — Волинської групи.

### Нарада у Мицьках

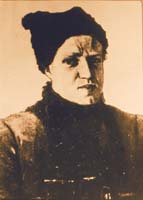
Юрій Тютюнник

27 жовтня 1921 року у селі Мицьках відбулася нарада командного складу, на якій обговорено план походу в Україну. Як виявилося на цій нараді, більшість була переконана, що цей похід буде кінцем комуни в Україні та що ніхто вже не буде повертатися до Польщі до таборів інтернованих. Однак були й скептики. Зокрема підполковник Микола Шраменко висловив думку, що кілька добрих боїв з ворогом і великі переходи в холоді зроблять Повстанчу Армію небоєздатною, і тим самим уся акція засуджена на невдачу.
Незважаючи на всі побоювання Тютюнник видав наказ першій, другій, третій, четвертій і п'ятій Повстанчим групам в Україні проголосити загальне повстання, згідно з інструкцією, виданою 15 серпня 1921 року. Друга Повстанча група під командуванням отамана Орлика мала знищити залізничні лінії на північному Правобережжі, які пов'язували північ з півднем, щоб перетяти шляхи комунікації Червоної Армії з Києвом і не допустити відступу на північ.
Третій Повстанчій групі під командуванням отамана Левченка, яка діяла на північному Лівобережжі, наказано було знищити шляхи комунікації в її районі, підірвати залізничний міст у Кременчуці, захопити Полтаву та зробити рейд на Харків, щоб знищити радянський окупаційний центр України.
П'ята Повстанча група, під командою отамана Брови, діяла на півдні України й мала перерізати шляхи комунікації між Україною і Доном, захопити місто Катеринослав та висадити в повітря мости на Дніпрі. Кожний наказ закінчувався фразою: «Всіх членів чека і комуністів розстрілювати».
29 жовтня 1921 року Повстанчий штаб на чолі з ген. Юрком Тютюнником, у складі: полковник Ю. Отмарштайн, полковник Осип Добротворський, полковник Кузьменко, поручник Рибальчук і особистий ад'ютант командарма Тобілевич-Садовський — заладувався на станції Підзамче у Львові перед 4 годиною пополудні. Крім різного канцелярійського матеріалу, наказів, звідомлень, відозв до населення України тощо, було ще й дві скрині грошей на суму 100 000 000 карбованців.
Українська Повстанча Армія поділялася на три армійських групи: 1-ша, найбільш чисельна, — головна Волинська група, якою мав командувати сам генерал Юрко Тютюнник; 2-га, Подільська, утворювала відділ окремого призначення — нею командував підполковник Михайло Палій-Сидорянський, випробуваний старшина, який у 1920 році командував полком у 4-1 Київській Стрілецькій дивізії; 3-тя група, чисельно найменша, формувалася на терені Бессарабії, під румунською окупацією, й тому називалася вона Бессарабською. Назви цих груп виводилися з назв теренів, на яких вони формувалися і з яких вони проривалися на територію Української РСР.

### Що не знали похідники
1-2 листопада проведена нарада комдивів УНР в Тернополі, прийнято рішення — на даний час радянську владу в Україні перемогти неможливо, тому наступи й повстання з цією метою не проводити, обійтися лише маленькими виступами, щоб таким чином викликати повстання. Тоді до весни анархія в Україні посилиться, Росія буде заклопотана Поволжям, і тільки тоді піднімати повстання.

## Перебіг походу

Схема бою біля с. М. Миньки

Усі три групи перейшли радянський кордон у різних місцях. Перші відомості про перехід кордону українськими військами командування правобережного угруповання Червоної армії отримало з Києва опівдні 28 жовтня. Водночас з-поміж населення розійшлися чутки про численність українських сил і про початок масового антибільшовицького повстання.
До Другого зимового походу долучилися партизанські загони отаманів Хмари, Литвинчука, Святенка та Орлика. Одночасно з рейдовими групами проводили допоміжні акції повстанці отаманів Заболотного — у районі Балта–Ольгопіль, Шепеля — між Брацлавом та Вінницею, Лиха — поблизу Липівця, Брови — в районі Кременчука, Гайового і того ж таки Орлика — під Києвом.

### Бессарабська група
Командир — Гулий-Гуленко. З усіх трьох груп — найменша та найслабша. Сформована на території Румунії. На Правобережну Україну пробивалась першою. Головне завдання групи — демонструвати на півдні України «основний наступ», відвернути на себе увагу більшовиків, тим самим полегшати операцію прориву головній Волинській групі. За ціль Бессарабська група мала захоплення міста Тирасполя і прямування на Одесу, щоб здобути доступ до моря. Поставленої цілі не було досягнуто.
Найбільший відділ Басарабської групи налічував 150 чоловік і був під командою підполковника Йосипа Пшонника, який перебував при румунському штабі в Бендерах. Вояки, котрі складали цю групу розміщувались в околицях міста Бендери.
19 листопада 1921 року Басарабська група вирушила у похід трьома відділами. Перший відділ прорвався на лівий берег Дністра за вісім кілометрів на захід від Тирасполя та зайняв села Паркани, Тернівку, Бичок і Красногірку. Тут відділ поповнився повстанцями, зліквідував захоплених комуністів і 13 червоноармійців й вирушив на Тираспіль. Близько 9 години ранку повстанці навіть захопили західне передмістя Тирасполя, але здобути міста їм не вдалося. На зустрічі групі вийшов ІІ батальйон 451-го полку Московської дивізії та частини полку особливого призначення під командою Миронова. Повстанці відступили перед чисельнішим ворогом.
Другий відділ, менш чисельний, під командою отамана Батурина перейшов Дністер біля містечка Гура-Бікулуй, на північ від Бендер, зайняв село Плоску й вирушив у північно-східному напрямку на місто Тираспіль. На зустріч йому вийшов Тираспільський гарнізон Червоної Армії, і після короткого бою відділ мусив відступити, втративши багато вбитими і пораненими. Частина повстанців потрапили у більшовицький полон, у тому числі двоє старшин, були втрачені летючки-прокламації та державні жовто-блакитні прапори.
Третій відділ кількістю близько 50 чоловік, під командою самого-таки Гулого-Гуленка намагався перейти з Басарабії на територію України в районі міста Дубосари вранці 18 листопада 1921 року. Про долю цієї групи немає інформації. 19 листопада радянські прикордонники звітували про відбиття збройного нападу біля Паркан Тираспольського повіту.
В ході операції відділ Басарабської групи під командою сотника Пшонника втратив, за радянськими джерелами, 79 вояків, які здебільшого потрапили в полон. Інші пішли вплав через Дністер і декому вдалося дістатися румунського берега.
До виступу на Україну готувався ще один відділ з 200 бійців під керівництвом капітана Фролова, який дислокувався у районі Акермана; однак він так і не перейшов румунсько-радянського кордону.

### Подільська група
Подільську повстанську групу сформовано з інтернованих козаків та старшин 4-ї Київської дивізії (Калішський табір) та 5-ї Херсонської дивізії (Стржалково) і 260 українських вояків з табору в Олександрові-Куявському. Створення відбувалося поблизу містечка Копичинці. Її командиром став підполковник Михайло Палій-Сидорянський, помічником командира призначено Сергія Чорного, начальником штабу Василя Оксюка, начальником оперативного відділу Пустовойта, командиром куреня Пащенка, кулеметну сотню очолив Дищенко, кінну чоту Павло Сумароків. Незважаючи на попередні домовленості, на всю групу польська сторона видала лише 200 рушниць, 11 тис. набоїв, 3 кулемети «Максим», 100 австрійських ручних гранат. Перед Подільською групою стояло завдання пройти між червоноармійськими підрозділами у районі Бар — Хмільник — Вінниця — Житомир та відвести увагу від головних повстанських сил. Згодом планувалося з'єднання Подільської і Волинської груп у районі Малин — Чоповичі — Радомишль. Початок рейду Подільської групи пришвидшив приїзд до Копичинецького КПП офіцера польського Генштабу поручника Ковалевського з наказом-вимогою залишити територію Польщі; у випадку невиконання їх мали заарештувати і відправити до таборів інтернованих.
Вирушила в похід 25 жовтня 1921 з м. Гусятина на Тернопільщині. Першим польсько-радянський кордон перейшов о 23-й годині розвідувальний відділ Павла Сумароківа; головна частина Подільської групи перейшла кордон поблизу села Бондарівка близько 2-ї години ночі 26 жовтня; полонено 6 прикордонників, за кілька годин повстанці обеззброїли ще 40 червоноармійців. Під селом Гусятин в ніч з 27 на 28 жовтня 4-ий кінний корпус 4-ї київської петлюрівської дивізії під командуванням полковника Михайла Палія-Сидорянського в кількості 600 вояків, подолавши опір радянських прикордонників, перетнув українсько-польський кордон. Українське населення не отримало достатньо інформації про початок походу, тому не змогло надати суттєвої допомоги. Так, один з найбільших на Поділлі повстанських отаманів Гальчевський-Орел, який мав запаси зброї, коней та повстанців, не знав про маршрут руху групи, тому не приєднався до неї; він здійснював диверсійні акти проти червоноармійських частин, які переслідували групу Палія-Сидорянського. В перших боях група розбила кілька червоноармійських загонів і сама стала кінною групою. 28 жовтня 4-й кінний корпус зайняв станцію Ярмолинці, захопив містечка Купіль і Городок. У селі Згарок група Палія-Сидорянського напала на 8-й кінний полк Червоного козацтва. Частину окупантів повстанці знищили, проте деяким червоноармійцям, у тому числі й командиру 8-го полку, вдалося врятувалися втечею. В бою під Авратином 1 листопада поранено командира групи Палія-Сидорянського. Під охороною кіннотників його відправили до радянсько-польського кордону; керівництво групою перейшло до Сергія Чорного. 2-4 листопада на північних околицях містечка Хмільник відбувалися бої 4-го кінного корпусу 4-ї київської петлюрівської дивізії, українські сили відступили на північ. 6 листопада Подільська група перемістилася у визначений наказом Тютюнника район, для з'єднання з головними повстанськими силами. Група пройшла маршем через Потіївку, Нянівку та рушила в напрямку Радомишля. Проводилася розвідка для встановлення місцезнаходження Волинської повстанської групи.
Однак лише 9 листопада, під час переходу через села Великі Кліщі та Рудня-Базарська, вояки дізналися, що Волинська група зазнала поразки у бою під Коростенем і відійшла у напрямку села Чоповичі. Командування Подільської групи вирішило наздогнати головні повстанські сили і наказало рухатися в напрямку містечка Базар; по дорозі розсіяно більшовицький каральний відділ до 50 бійців. В часі походу до групи приєдналися потріпані і виснажені загони отаманів Антончика, Струка та Орлика. 18 листопада біля села Блитчі вояки довідались про поразку Волинської групи.
Загалом, з важкими боями загін пройшов все Поділля і вийшов у район Бородянки (60 км від Києва). Тут, втративши надію з'єднатись з Волинською групою, що було передбачено оперативним планом, подільський загін був змушений повернути на захід. 29 листопада 1921 Подільська група перейшла польський кордон між містечками Острог — Милятин 6 грудня 1921 року. Після переходу кордону вояки змушені були здати зброю польській владі.

### Волинська група
4 листопада 1921 в рейд вийшла Волинська група з району Олевська — під головуванням генерала Тютюнника, подолавши опір радянських прикордонників, перетнула польсько-український кордон і пройшла в Коростенський район. 7 листопада здобула Коростень (6 стрілецька дивізія полковника Вержбовця[джерело?]), однак радянська історіографія це заперечувала. Проте під натиском переважаючих сил противника українські частини змушені були відступити на Захід. Після бою відбулося об'єднання решток 4-го кінного корпусу 4-ї київської дивізії під командуванням полковника Палія-Сидорянського та 6-ї стрілецької дивізії полковника Вержбовця[джерело?]. 10 листопада об'єднаний загін захопив станцію Чоповичі, але після прибуття червоної стрілецької дивізії та бронепоїзда був вибитий. В районі селища Базар (тепер Житомирська обл.) група була оточена більшовицькою кавалерією Г. Котовського.
17 листопада 1921 в бою під селом Малі Міньки повстанці були розбиті. Частина учасників групи потрапила у полон, і після рішучої відмови перейти на службу до Червоної армії 359 бійців Повстанської Армії 21 листопада 1921 було розстріляно під Базаром. Тільки невеликий загін зі 150 бійців Волинської групи зумів прорвати оточення і перейти польський кордон. Прикордонники звітували, що відбулося прикордонне зіткнення біля с. Тернівка із «контрреволюційними силами».

## Наслідки
Другий Зимовий похід частин Армії УНР став останньою спробою українських національно-державних сил відкритим військовим шляхом утримати незалежність України в ході національно-визвольних змагань 1917—1921 рр.

## Висвітлення в тогочасній пресі
11 листопада у матеріалах Кишинівської преси повідомлялося, що Головний повстанський комітет Північної групи петлюрівських військ, що перетнули польсько-український кордон, звернувся до єврейського населення з відозвою приєднатися до українських повстанців для повалення радянської влади в Україні. Відозва закінчувалася словами: «Хай живе незалежна Україна! Хай живе в ній єврейська Палестина!» Повідомлялося, що Петлюра наказав нещадно карати тих, хто влаштовував єврейські погроми.

## Вшанування

Маркований аркуш «100 років. Другий Зимовий похід»

- В листопаді 1941 р. в окупованому німцями Києві та деяких інших містах України відбулися урочисті акції вшанування героїв бою під Малими Міньками (останнього бою Другого походу) та трагедії під Базаром. Акція викликала лють окупаційної влади і стала приводом до масових репресій проти українських націоналістів (хоча невдоволення їхньою діяльністю з боку німців поступово назрівало ще до того).
- У незалежній Україні подвиг вояків Армії УНР офіційно відзначається з 1991 року. Тоді представники націоналістичних і націонал-демократичних організацій зробили спробу встановити на місті загибелі повстанців хрест, однак влада не дозволила цього зробити. Рік хрест пролежав схованим у базарських кущах. Справжній пам'ятник героям звели лише у 2000 році за гроші українців з Великої Британії.[13] На території меморіалу поховано 359 розстріляних і 46 загиблих на полі бою воїнів Армії Української Народної Республіки.[14] Декілька разів на рік біля меморіалу Героїв Базару збираються представники громадськості, відбуваються панахиди за українськими воїнами.[15] Кількість паломників буває різною: від декількох осіб, до декількох сотень.[16] У 2010 році неподалік від меморіалу відбулись змагання з ножового бою в пам'ять про чин Листопадового рейду.[17]
- У 2007 році біля меморіалу Героїв Базару відбувались зйомки документального фільму з серіалу «Невідома Україна» про Другий зимовий похід групи армії УНР у 1921 році й героїку українських вояків під Базаром.[18]
- У 2010 році у м. Богуслав Київської області відбулось урочисте освячення пам'ятного знаку, присвяченого двом воїнам Армії УНР: Білецькому Іванові Омельковичу та Бондаренку Оверкові Ісаковичу, які під час Другого зимового походу були страчені під Базаром.
- У 2018 році у Приморському районі Запорізької області відбулося виїзне засідання обласної редакційної групи «Місця пам'яті Української революції 1917—1921 років», учасники якого говорили про увічнення пам'яті учасника Другого зимового походу, борця за волю України Савелія Хрустяка. Пам'ятну дошку на його честь встановлять на фасаді Юріївської школи до Дня Збройних Сил України.[19]
- 23 серпня 2019 року почесне найменування на честь героїв Першого і Другого зимових походів отримала 28-ма окрема механізована бригада імені Лицарів Зимового Походу.[20]
- У листопаді 2021 року Укрпошта випустила марку «100 років. Другий Зимовий похід».  Автор — Володимир Таран. Дата випуску — 13.10.2021. Тираж — 130 000. Номінальна вартість — 8XV.  Номер за каталогом Укрпошти — 1957[21].
- У січні 2024 року у Самарському районі Дніпра зʼявилась вулиця Зимових Походів УНР.

## Ресурси мережі

### Документи
- Петлюра С. <Інструкція Ю. Тютюннику про загальні дії та заходи під час походу в Україну> (жовтень 1921 р.) [Архівовано 10 червня 2015 у Wayback Machine.]
- Доповідь помічника начальника Польового Повстанчого Штабу при Головній Команді військ УНР полковника Ю. Отмарштейна головному отаманові С. Петлюрі про перебіг та підсумки Листопадового рейду Повстанської армії (листопад 1921 р.) [Архівовано 22 квітня 2016 у Wayback Machine.]
- Цілком таємно. Панові Головному отаману <Рапорт начальника партизансько-повстанського штабу УНР генерал-хорунжого Ю. Тютюнника Голові Директорії і Головному отаманові військ УНР С. Петлюрі про початок Другого зимового походу військ УНР в Україну> (6 листопада 1921 р.) [Архівовано 21 квітня 2016 у Wayback Machine.]
- Рейд у вічність. Зб. документів із Державного архіву СБУ. Під загальною редакцією Романа Коваля (стислі дані по кожному розстріляному вояку)
- Інститут історії України [Архівовано 16 жовтня 2012 у Wayback Machine.]

### Монографії
- Ярослав Файзулін, Віталій Скальський. Перелоги української революції: Другий зимовий похід Армії УНР [Архівовано 5 березня 2016 у Wayback Machine.]

### Наукові статті
- Сергій Литвин. Другий зимовий похід армії Української Народної Республіки [Архівовано 28 червня 2008 у Wayback Machine.]
- Срібняк І. Діяльність Партизанського-Повстанського Штабу при Головній Команді Військ УНР у 1921 р. // Український історичний журнал. К., 2001. № 5. С.107-120. http://history.org.ua/JournALL/journal/2001/5/7.pdf
- Срібняк І., Палієнко М. Уенерівська конспірація в Бессарабії: створення підпільних структур та їх організаційно-бойова діяльність на півдні України (1921 р.) // Русин. Кишинёв, 2018. № 3(53). C. 254-274. http://elibrary.kubg.edu.ua/id/eprint/24754; http://journals.tsu.ru/rusin/&journal_page=archive&id=1769&article_id=39840
- Срібняк І. Республіка Польща і Українська Народна Республіка у боротьбі з більшовизмом у 1921 р. Організаційно-агентурна діяльність Партизансько-Повстанського штабу при головній команді Військ УНР (за матеріалами ЗНіО і БН) // Rozpad imperiów. Kształtowanie powojennego ładu w Europie Środkowo-Wschodniej w latach 1918-1923 / red. M. Gibiec, G. Hryciuk, R. Klementowski. Wrocław-Warszawa, 2020. S. 492-507. http://elibrary.kubg.edu.ua/id/eprint/35002
- Марчук І. Другий зимовий похід армії УНР та відображення його у музейній експозиції [Архівовано 4 березня 2016 у Wayback Machine.]
- Ярослав Файзулін. «359 человек как злостных активных бандитов — расстрелять» // «Країна» № 97 за 18.11.2011 р.
- Ярослав Файзулін. Кривавий Базар // «Український тиждень». № 48 (213) від 23 листопада 2011 р.

### Публіцистика
- Петро Процик. Похід у забуття. До 90-х роковин листопадового 1921 року рейду Повстанської Армії УНР в Україну [Архівовано 3 листопада 2011 у Wayback Machine.]
- Юрій Гай. Другий зимовий похід армії УНР (маловідомі сторінки нашої історії) [Архівовано 13 травня 2012 у Wayback Machine.]
- Володимир Кравцевич-Рожнецький. Дорога до Базару. До річниці подвигу вояків Армії УНР [Архівовано 4 березня 2016 у Wayback Machine.]